# 立陶宛紅牛
立陶宛紅牛是立陶宛的一個家牛品種，20世紀時由當地土產家牛與愛爾夏牛、安格林牛、丹麥紅牛、瑞士褐牛、短角牛、西门塔尔牛、拉脫維亞棕牛與愛沙尼亞紅牛等品種雜交後，經人為選擇產生，主要用於產牛奶，其中以丹麥紅牛對其品種培養的影響最大，現今立陶宛約有三成的家牛為立陶宛紅牛。
立陶宛紅牛體色為紅色、牛角向前、蹄為深色；公牛重約720公斤（一說900公斤），母牛約為520公斤，肩高約為130公分，此品種生長快速，大量餵食之下小公牛一歲時即可長至超過400公斤。立陶宛紅牛的產乳量為3.3至4.3公噸，屠宰率有58.6%，屠體品質良好。
1924年立陶宛紅牛協會成立，同年此品種的登記書建立。1951年立陶宛紅牛被正式認證為一品種，1956年起許多人引入其他品種的牛與立陶宛紅牛雜交，以進一步改良其品種。蘇聯時代立陶宛紅牛多分布於立陶宛北部與東北部，1980年共有約56.7萬頭，維爾紐斯、帕斯瓦利斯與希奥利艾均有立陶宛紅牛的育種中心，每年分送萬隻純種小牛至哈薩克、烏茲別克等蘇聯其他地區。基因分析顯示立陶宛紅牛的同型接合性（homozygosity）不高，其品種可能還有改良空間。